# Melanto (mujer)
En la mitología griega Melanto (en griego Μελανθώ / Melanthṓ) es el nombre de al menos tres personajes femeninos. No debe confundirse con el nombre masculino Melanto (Μελάνθιος). 
- La más famosa de ellas es uno de los personajes secundario que aparece en la Odisea. Es una sierva de «lengua afilada», hermana del cabrero de Ítaca Melantio, e hija de Dolio. Era una de las favoritas de Penélope, que la trataba como a una hija, y a la que a veces agasajaba con pequeños regalos.[1] A pesar de haber recibido ese trato de cariño por parte de Penélope, Melanto resultó ser desleal e irrespetuosa hacia Odiseo y su casa. Es una de las esclavas que a menudo se acostaban con los pretendientes de Penélope, característica que se hacía evidente por su relación con Eurímaco.[2] Cuando Odiseo por fin llegó a su hogar, disfrazado de mendigo, Melanto lo trató duramente sugiriéndole que se marchase a dormir a la fragua, lugar de los visitantes.[3] No queda claro si más tarde Melanto fue incluida entre las sirvientas que fueron obligadas a limpiar todo el estropicio, causado por la muerte de los pretendientes, para luego ser ahorcadas por Telémaco.[4]
- Una hija de Deucalión, llamada ora Melanto[5] ora Melantea.[6][7][8] En un escolio se nos dice que Deucalión tuvo dos hijas, Protogenea y Melantea, y dos hijos, Anfictión y Helén. El escolio no se decide entre Pirra o Pandora para referirse a la consorte de Deucalión y madre de sus hijos.[6][9] Ovidio nos dice que Poseidón sedujo a Melanto con la forma de un delfín[5] y Tzetzes añade que de esa unión nació el héroe epónimo Delfo.[10] En otra narración se dice que Melantea era la esposa del rey Híamo y por el que fue madre de Celeno[7] o Melanis;[8]cualquiera de las dos es citada entonces como madre de Delfo.[7][8] Melantea también podría ser la misma que Melera, nombre que parece corrupto, y que corresponde a una de las hijas de Zeus con Pandora o Protogenia (sin especificar cuál de las dos).[11]
- La esposa de Críaso, quien le dio a Forbante, Ereutalión y Cleobea.[12] Otros la denominan como Melantomice.[13]